# Hemitrygon akajei
Hemitrygon akajei es una especie de peces de la familia de los Dasyatidae y el orden de los rajiformes.

## Morfología
Los machos pueden alcanzar 200 cm de longitud total y 10,7 kg de peso. 

## Alimentación
Come peces y crustáceos pequeños.

## Hábitat
Es un pez de clima tropical (39 º N-18 ° S) y demersal. 

## Distribución geográfica
Se encuentra en el Océano Pacífico: desde el sur del Japón hasta Tailandia. También está presente en Fiyi y Tuvalu.

## Observaciones
Es venenoso para los humanos.